# Омото, Хидэки
Хидэки Омото (яп. 大元 英照; род. 12 августа 1984, Сиогама, Мияги) — японский гребец, выступавший за сборную Японии по академической гребле в 2004—2017 годах. Трёхкратный чемпион Азиатских игр, победитель и призёр многих регат национального значения, участник летних Олимпийских игр в Рио-де-Жанейро.

## Биография
Хидэки Омото родился 12 августа 1984 года в городе Сиогама префектуры Мияги, Япония.
Заниматься академической греблей начал в 2000 году, проходил подготовку в гребном клубе компании Iris Ohyama.
Дебютировал на международном уровне в сезоне 2004 года, став седьмым в парных четвёрках лёгкого веса на молодёжной регате в Познани.
В 2006 году вошёл в основной состав японской национальной сборной и побывал на Азиатских играх в Дохе, откуда привёз награду золотого достоинства, выигранную в зачёте лёгких парных двоек.
В 2009 году дебютировал в Кубке мира, в распашных безрульных четвёрках лёгкого веса показал шестой и восьмой результаты на этапах Кубка мира в Мюнхене и Люцерне соответственно, в то время как на чемпионате мира в Познани в той же дисциплине закрыл десятку сильнейших.
На Азиатских играх 2010 года в Гуанчжоу одержал победу в лёгких безрульных четвёрках. Также в этом сезоне стартовал на трёх этапах Кубка мира и на мировом первенстве в Карапиро, где занял 12 место.
В 2011 году в лёгких одиночках финишировал шестым на этапе Кубка мира в Мюнхене, занял 15 место в лёгких безрульных четвёрках на этапе в Люцерне.
В 2012 году в лёгких парных четвёрках стал седьмым на чемпионате мира в Пловдиве.
На Азиатских играх 2014 года в Инчхоне победил в лёгких парных двойках. Кроме того, занял 16 место на этапе Кубка мира в Люцерне и 21 место на мировом первенстве в Амстердаме.
В 2015 году в лёгких парных двойках на этапах Кубка мира в Варезе и Люцерне стал восьмым и двенадцатым соответственно, тогда как на чемпионате мира в Эгбелете занял итоговое 25 место.
Благодаря удачному выступлению на квалификационной регате Азии и Океании удостоился права защищать честь страны на летних Олимпийских играх 2016 года в Рио-де-Жанейро. В программе двоек парных лёгкого веса вместе с напарником Хироси Накано сумел квалифицироваться лишь в утешительный финал С и расположился в итоговом протоколе соревнований на 15 строке.
После Олимпиады в Рио Омото ещё в течение некоторого времени оставался в гребной команде Японии и продолжал принимать участие в крупнейших международных регатах. Так, в 2017 году он стартовал на двух этапах Кубка мира и на мировом первенстве в Сарасоте, где в лёгких парных четвёрках финишировал пятым.